# Tube de Nessler

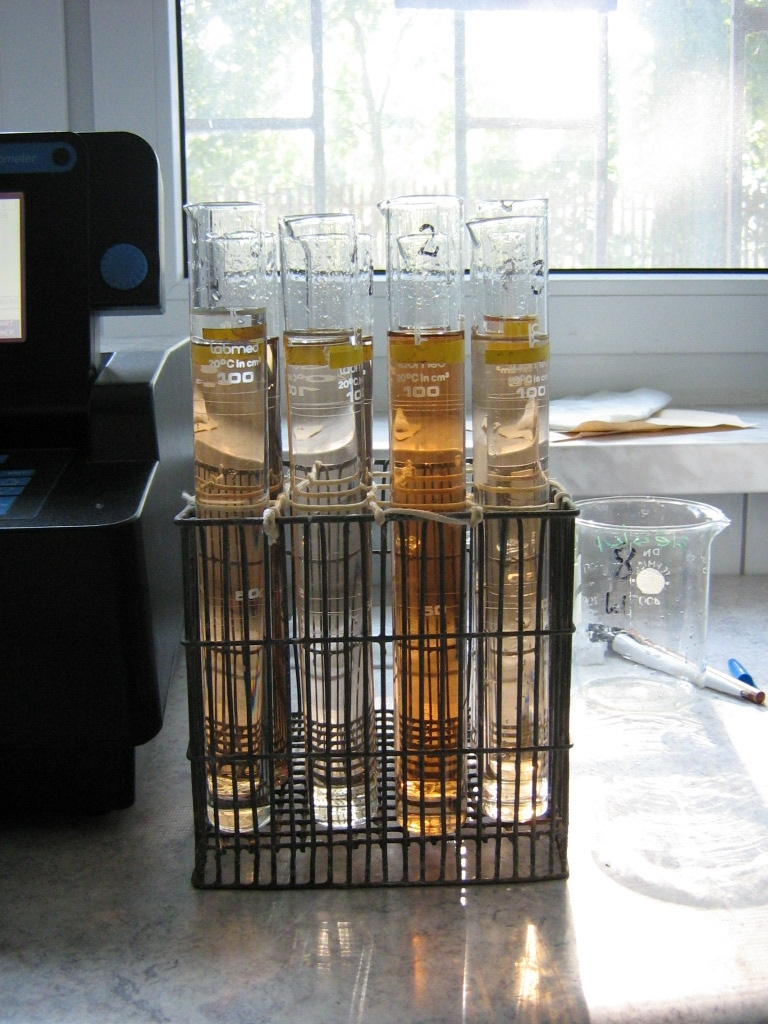
Tubes de Nessler avec traits de jauge à 50 et 100 ml, bec verseur, sur support.

Un tube de Nessler est un récipient utilisé au laboratoire en colorimétrie. Il est composé d'un tube cylindrique étroit, ouvert dans sa partie supérieure, à fond plat ou arrondi en U. Il comporte un ou deux traits de jauge (souvent à 50 et 100 ml).

Il est constitué de verre transparent ou parfois brun (verre « inactinique ») qui est utilisé pour les solutions photosensibles.

Son ouverture peut être rodée (pour adapter un bouchon en verre) ou munie d'un bec verseur (pour bouchon en silicone par exemple).

En fin de réaction, une fois la coloration ou l'opacité de la solution développée, il sert à remplir, après agitation (par inclinaison manuelle grâce au bouchon étanche) pour homogénéiser son contenu, la cuvette du spectrophotomètre.
Il est parfois remplacé par un petit tube à essai (provenant par exemple d'un kit d'analyses) qui sera introduit directement (après homogénéisation du liquide et disparition de bulles) dans l'analyseur optique.